# Asia Taylor
Pour les articles homonymes, voir Taylor.
Asia Taylor est une joueuse de basket-ball américaine, née le 22 août 1991 à Columbus (Ohio).

## Biographie

### Carrière universitaire
Aux Cardinals de Louisville, elle intègre le cinq de départ dès le mois de février de son année freshman pour des moyennes de 4,3 points et 2,6 rebonds. En 2010-2011, elle inscrit son premier double-double (10 points et 12 rebonds face à Gonzaga) tout en gardant des moyennes sans éclat : 3,9 points et 3,3 rebonds. Elle s'impose plus en junior (5,6 points et 4,8 rebonds), étant la meilleure de son équipe aux rebonds offensifs avec 71 prises. Elle passe la saison suivante comme redshirt avant de se révéler en 2013-2014 pour son année senior 2013-2014. Débutant toutes les rencontres de son équipe, dont elle devient meilleure rebondeuse (7,2), passeuse (2,0) et seconde marqueuse (10,8 points avec unae adresse de 49,7 %), elle est nommée dans le meilleur cinq de l'American Athletic Conference et joueuse ayant le plus progressé de cette conférence .

### WNBA
Elle est draftée en 36e position par le Lynx du Minnesota et est retenue pour disputer la saison WNBA 2014. Dans son saison de rookie, elle dispute 22 rencontres pour 2,7 points à 52,5 % de réussite aux tirs et 1,4 rebond. En 2015, elle effectue la pré-saison avec le Lynx du Minnesota, mais n'est pas conservée dans l'effectif.
Après l'indisponibilité de Morgan Tuck de fin août 2016 jusqu'à la fin de saison, le Sun signe Asia Taylor. Après une saison WNBA 2017 réussie, elle est prolongée pour 2018 par les Mystics de Washington.

## Étranger
Durant l'été 2014, elle signe pour le club italien de Cagliari pour son premier contrat à l'étranger, quelques jours après sa coéquipière du Lynx Tricia Liston. Elle finit la saison à Elizur Holon où elle inscrit en moyenne 18,0 points et 11,2 rebonds par rencontre. Durant l'été 2015, elle est signée par l'équipe israélienne de l'ASA Jerusalem.
Après la saison WNBA 2016, elle rejoint le club australien de Sydney Flames pour lequel elle joue de nouveau en 2017-2018.

## Clubs

### NCAA
- 2009-2014 : Cardinals de Louisville

### WNBA
- 2014 : Lynx du Minnesota
- 2016 : Sun du Connecticut
- 2017 : Mystics de Washington
- 2018- : Fever de l'Indiana

## Étranger
- 2014-2015 :  CUS Cagliari Pallacanestro
- 2014-2015 :  Elizur Holon
- 2015-2016 :  ASA Jerusalem
- 2016-:  Sydney Flames

## Distinctions individuelles
- American Athletic Conference Most Improved Player (2014[2])
- All-AAC First Team (2014[2])
- Meilleure cinq de la Women's National Basketball League en 2017[10]